# Transfert de fertilité

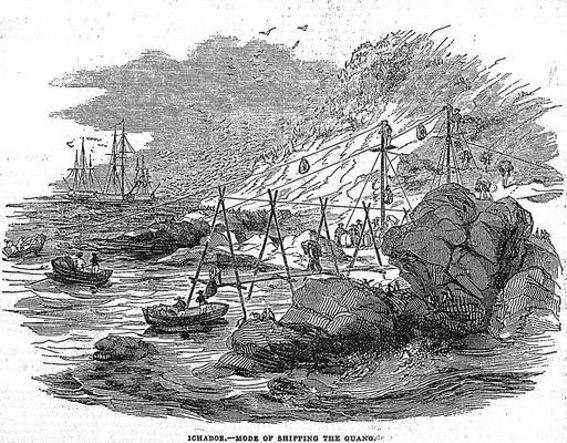
Chargement du guano depuis l'île d'Ichaboe (Namibie actuelle, 1844).

Un transfert de fertilité, en agriculture, désigne le déplacement d'éléments fertilisants, soit des substrats susceptibles d'améliorer le sol à long terme (amendements), soit des éléments nutritifs simples nécessaires à la croissance des végétaux (engrais). À terme la plupart des amendements sont également susceptibles de se décomposer en éléments nutritifs.
- On parle de transfert horizontal quand les éléments sont transportés d'un endroit à l'autre du terroir (exemple : du saltus à l'ager) ;
- À l'inverse, on parle de transfert vertical quand les éléments minéraux proviennent directement du sol ou de l'atmosphère (engrais vert, châtaigneraie, systèmes africains avec acacia albida, cultures de légumineuses en général).

## Importance des éléments minéraux dans la nutrition des plantes
Les plantes nécessitent, pour leur croissance, des éléments minéraux, de l'eau, de la lumière et du dioxyde de carbone. Parmi les éléments minéraux, l'azote, le phosphore et le potassium sont les plus importants :
- l'azote permet le développement végétatif de la plante,
- le phosphore favorise la croissance des racines et des fruits,
- le potassium est nécessaire à la floraison, au fonctionnement des stomates …

Ces éléments doivent être fournis par le milieu dans lequel pousse la plante.

## Les transferts, problématique essentielle de l'agriculture
Voir aussi : Histoire de l'agriculture#Révolution agricole du Moyen Âge en Europe : les systèmes de culture attelée lourde
Tout comme l'approvisionnement en eau, l'approvisionnement de la plante en éléments minéraux est d'une importance capitale pour sa croissance, et donc pour l'agriculture.
La mise en place d'un système agraire vise à maintenir le sol en bon état et à équilibrer apports en minéraux et consommation des plantes.
Historiquement les transferts importants supposent des animaux de traits puissants et bien nourris, capables de tirer des chars. L'acquisition de cette capacité sera très lente et ne remplacera que progressivement le transport à dos de femme ; la brouette amenée par les Croisés d'Orient permet aussi des progrès. Aujourd'hui dans les régions développées les agriculteurs disposent de moyens considérables : épandeur de fumier, épandeur d'engrais, tonne à lisier …

### Transferts de substrats améliorants
Ces pratiques participent à l'amélioration de la structure du sol :

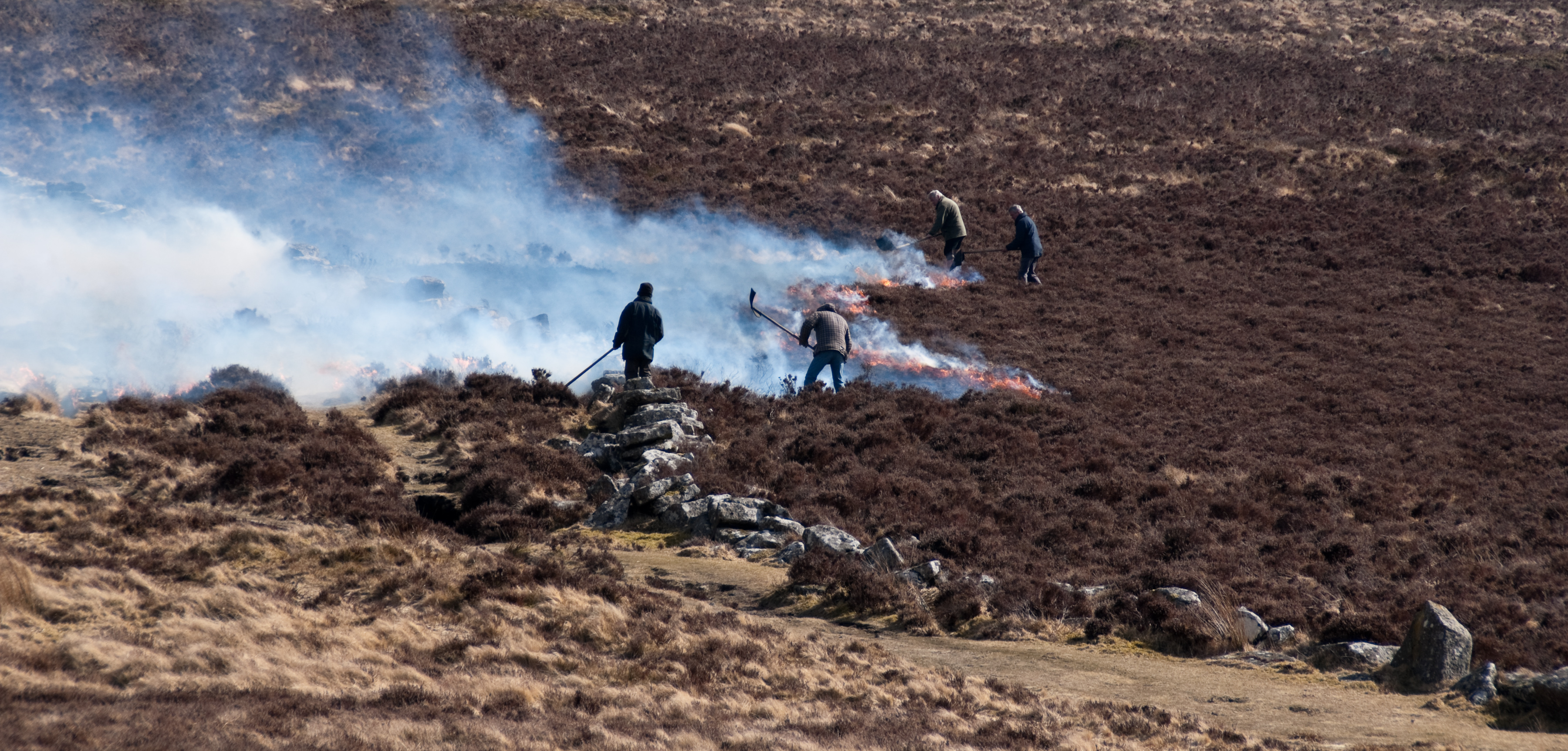
Brûlage contrôlé d'ajoncs pour restaurer un herbage, Devon, 2010.

- Brûlage contrôlé d'ajoncs pour restaurer un herbage, Devon, 2010.transfert d'éléments végétaux : dans les zones de landes, en montagne, des techniques comme l'écobuage, le compost, l'étrépage, l'utilisation de litières à base de genêts, fougères, ajoncs broyés visent à épandre sur les terres cultivées de la matière organique dégradée pour enrichir le sol.. L'épandage d'algues sur les littoraux, l'application de bois raméal fragmenté relèvent du même principe.
- transfert de substrats terreux : marnes, boues, tourbes, cendres volcaniques, dolomies, humus forestier (étrépage) …
- alluvions, en Flandres et aux Pays-Bas il existait un droit seigneurial d'alluvions lié à la création et l'entretien de digues de bord de mer[3].
- culture d'engrais vert.

### Transfert de minéraux
Les plantes cultivées consomment des éléments minéraux et nécessitent des apports réguliers.
Ils sont apportés, selon les systèmes agraires, de différentes manières :
- par le fumier du cheptel (ovin, bovin, caprin, porcin), le lisier, le purin. Les troupeaux pâturent les landes, parcours, forêts dans lesquels la fertilité est renouvelée par transfert horizontal : les éléments sont puisés dans les couches profondes du sol par les racines des arbres et des arbustes ; Les déjections (fumier, lisier) des animaux qui ne pâturent pas (bovins nourris à l'étable, porcs et poulets en hors-sol) peuvent également être épandus, cette pratique étant le plus souvent réglementée[4] ;
- plus généralement par la décomposition des substrats améliorants (action lente)
- historiquement par le brûlage de la végétation (Agriculture sur brûlis)
- pour l'azote par les légumineuses (et quelques autres organismes)
- plus récemment, par l'épandage d'engrais naturels ou chimiques.

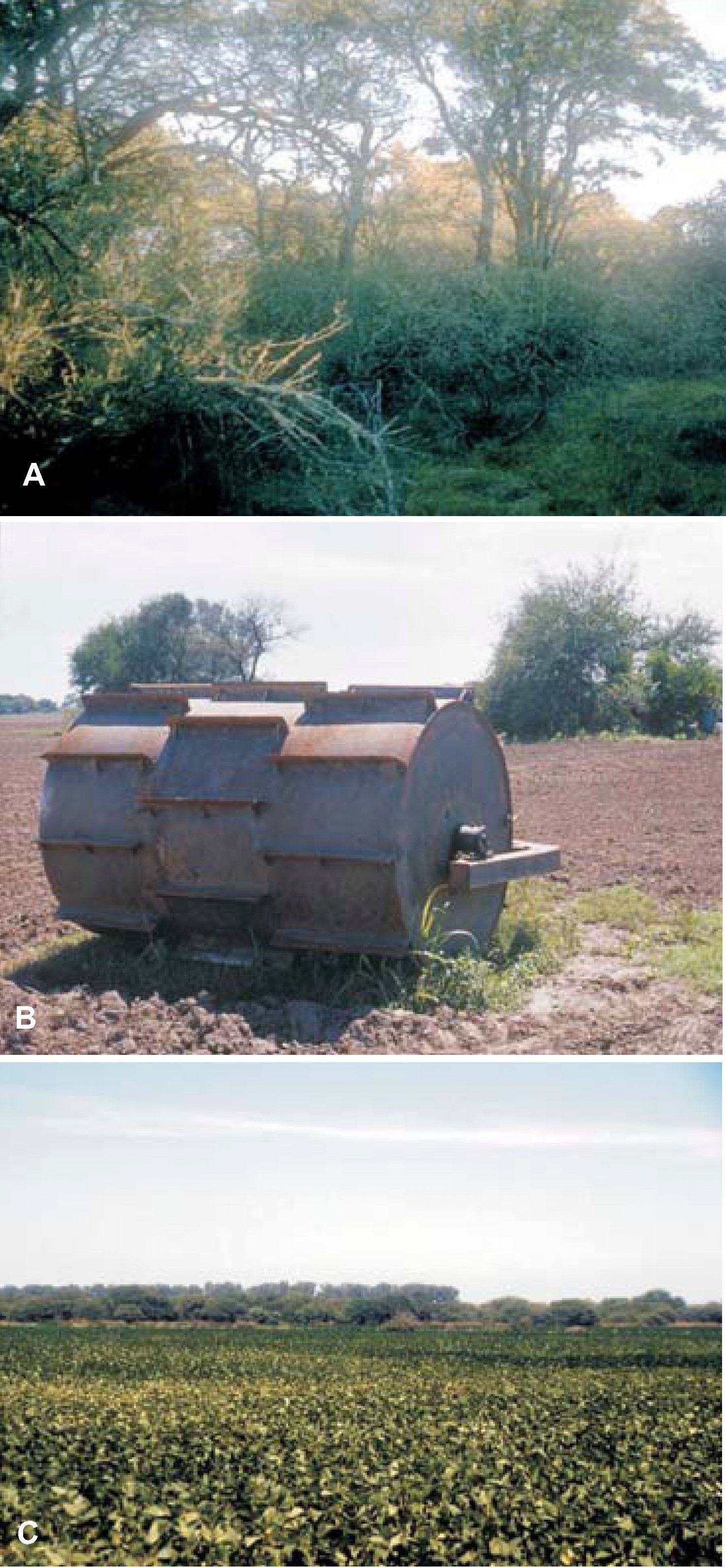
En Amérique du Sud, les savanes du Chaco (Caatinga) sont rapidement détruites pour laisser la place aux cultures de soja destiné à l'exportation (huile et aliment du bétail).

## Changement de paradigme
Traditionnellement la fumure organique a longtemps été le mode principal de transfert de fertilité. Cela explique l'importance des zones non cultivées pour l'équilibre des terroirs : la fertilité provient de ces zones apparemment moins productives (forêts, landes, parcours). Un déséquilibre, dû souvent à l'extension des zones cultivées sous la pression de l'augmentation de la population, entraîne une baisse de la fertilité et, au terme d'un cercle vicieux, une crise agraire.
L'apport des engrais chimiques a permis de se dégager de ces contraintes. Cependant, cette liberté dans l'assolement a entraîné une déconnexion importante entre ce que le sol peut supporter et les pratiques des agriculteurs.

### Transfert intercontinental
Il s'agit de transferts intercontinentaux de fertilité depuis les zones agricoles intertropicales soumises à la déforestation via les fumiers d'animaux nourris à partir d'aliments importés (maïs, soja …) mais aussi du commerce international de fertilisants. L'exploitation des dépôts de guano aujourd'hui épuisés et l'exploitation actuelle des tourbières en sont des exemples.